# 汇隆银行
汇隆银行（英語：Commercial Bank of India，直译为印度商业银行），英属印度时期的1851年成立的一家银行，由英国商人和印度商人合资组建，主营远东地区汇兑业务。成立之初，该银行总部设于孟买管辖区（今孟买），后迁至伦敦。
1851年，该银行在广州设立分行，是进入中国内地最早的一家外国银行。1854年，该银行在上海成立代理处，后改为分行，第一任买办是周金贵（Chow Gin Kwei），代理人为钱德勒（N.Chandler）。1861年夏，该银行在香港、福州和汉口三地设立机构。此外，该银行在伦敦、加尔各答、横滨和新加坡等地设有分行，还在旧金山设有一个机构负责购买金条。
1864年，该银行改为公司组织，改名为“Commercial Bank Corporation of India & The East”。汇隆银行曾印制有上海地名券，但已发现的仅有试印票（Proof），可能从未正式发行。1866年，欧洲棉业危机引发了伦敦金融恐慌，该银行倒闭，各分行也都停业，成为最早退出中国的外国银行。:2